# Большевик (Алтайский край)
Большевик — посёлок в Поспелихинском районе Алтайского края России. Входит в состав Поспелихинского сельсовета.
Расположен на правом берегу Алея в 17 км к юго-юго-западу от Поспелихи.

## История
Основан в 1923 г. В 1928 году посёлок Раздольный состояла из 63 хозяйств, основное население — русские. В административном отношении входил в состав Махановского сельсовета Поспелихинского района Рубцовского округа Сибирского края.

## Население
| 1926 | 1997 | 1998 | 1999 | 2000 | 2001 | 2002 | 2003 | 2004 | 2005 |
| ---- | ---- | ---- | ---- | ---- | ---- | ---- | ---- | ---- | ---- |
| 401  | ↘246 | ↘236 | ↘228 | ↘199 | ↘169 | ↘141 | ↘132 | ↘123 | ↘112 |
| 2006 | 2007 | 2008 | 2009 | 2010 | 2011 | 2012 | 2013 | 2014 |      |
| ↘105 | ↘100 | ↘99  | ↘89  | ↘62  | ↗65  | ↘53  | ↗54  | ↘47  |      |

Национальный состав
Согласно результатам переписи 2002 года, в национальной структуре населения русские составляли 93 %.